# 杏寺円花
杏寺 円花（あんじ まどか、1月22日 - ）は、日本の女性声優。福島県出身。東京俳優生活協同組合所属。

## 来歴
2019年、俳協ボイスアクターズスタジオ卒業（第55期）。
2020年から東京俳優生活協同組合所属。

## 人物
声種はメゾソプラノ。
方言は福島弁。
趣味・スポーツはポールダンス、筋トレ、ハーブティーブレンド。特技はカクテル作り、マッサージ。
免許・資格は普通自動車免許、英検2級。

## 出演

### テレビアニメ
- スローループ（2022年、ご近所さん[3]）
- ドラえもん（テレビ朝日版第2期）（2023年、電話口の声）
- 女神のカフェテラス（2024年、おばあさん[4]）
- るろうに剣心 -明治剣客浪漫譚- 京都動乱（2025年、看護師[5]）

### Webアニメ
- BASTARD!! -暗黒の破壊神-（2022年、市民、子供、女兵士）
- どうすりゃいいんだ チョサクケン～ただしくチョサクブツをつかうために～（2024年、教頭先生[6]）

### ゲーム
- デッドライジング デラックスリマスター（2024年、イザベラ・キーズ）
- ロマンシング サガ2 リベンジオブザセブン（2024年、ジャンヌ[7]）

### 吹き替え

#### 映画
2020年
- ホワイト・ボイス（ダイアナ・ディボチェリー〈ケイト・バーラント〉）

2021年
- 悪魔のビンゴカード

2023年
- 赤と白とロイヤルブルー
- ウォンカとチョコレート工場のはじまり（野菜売り〈イシー・サティー〉）
- AIR/エア
- スラムドッグス（ドロレス）
- マディのおしごと 恋の手ほどき始めます（サラ〈ナタリー・モラレス〉）

2024年
- アイリッシュ・ウィッシュ（ヘザー〈アイシャ・カリー〉）
- エクソシスト 信じる者（ソリーン〈トレイシー・グレイヴス〉）
- 熱烈（チリ〈ワン・フェイフェイ〉）
- DOGMAN ドッグマン（エヴリン・デッカー〈ジョージョー・T・ギッブス〉）
- ミーン・ガールズ
- 無名（ジャン〈ジャン・シューイン〉）
- ワイルド・スピード（エドウィンのガールフレンド）※ザ・シネマ版

2025年
- JAWAN/ジャワーン（ナルマダ・ライ〈ナヤンターラ〉）
- ラ・ドルチェ・ヴィッラ（ドナータ）
- F1/エフワン（リスベス）
- 立ち退き回避のススメ（キャシー〈ケイラ・モンテロッソ・メヒア〉）

#### ドラマ
2019年
- ヴィンヤード（若きソル、ルクレシア）
- ファミリー・ストーリー 〜これみんな家族なの?〜 part3（テリー）

2020年
- リヴィエラ 〜隠された真実〜 シーズン3（エレン）

2021年
- イエロージャケッツ（シモーヌ）
- NCIS:LA 〜極秘潜入捜査班 シーズン7（ホワイティング刑事 他）
- シュミガドーン!（若い女性 他）
- スワッガー（アンジー）
- ラ・テンプランサ 〜20年後の出会い〜（若きソル、ルクレシア）
- 真夜中のミサ（サラ・ガニング）
- ウィンクス・サーガ: 宿命（キャット〈レア・ミント〉、フローラ）
- ホークアイ（ラーパース女）

2023年
- SEAL Team/シール・チーム（ジェーン・コール）
- ジュビリー 〜ボリウッドの光と影〜（ニロファル）
- プラトニック（オードリー）
- クラウデッド・ルーム（アナベル）
- Lupin/ルパン シーズン3（マノン、ヴィダル）
- ザ・ルーキー シーズン5 #3〜（セリーナ・フアレス）
- イカゲーム: ザ・チャレンジ（179番チェイニー、他）

2024年
- マンハント〜リンカーン暗殺事件を追え（エレン・スタントン〈アン・デュデック〉）
- Supacell/スーパセル（シャーリーン）
- 窓際のスパイ シーズン4（エマ・フライト〈エリオット・ソルト〉）
- HEARTSTOPPER ハートストッパー シーズン3（ダイアン〈ヘイリー・アトウェル〉）
- ビューティ・イン・ブラック（レイン〈アンバー・R・スミス〉）

2025年
- ミッシング・ユー（ステイシー〈ジェシカ・プラマー〉）
- 悪縁 アギョン（イ・ユジョン〈コン・スンヨン〉）
- ナイト・トレイン/破滅へのカウントダウン（ヤス〈シャロン・ルーニー〉）

#### アニメ
- 陰謀論のオシゴト（ドローレス 他）
- ウィン OR ルーズ
- 最後の召喚師 -The Last Summoner-（パック女、女性）
- サゴミニフレンズ（ハムスターのロージー、イモムシのマイルズ）
- ストレンジ・プラネット
- プリモ 〜わたしと12人のイトコ〜
- ホワット・イフ...? シーズン7 #7（バーディー）
- マイリトルポニー: 新しい世界（クイーンヘイヴン、ユニコーンのオニキス、そしてドラゴンのブレイズ）
- 長ぐつをはいたネコの大冒険 #19（笛吹き）
- 星つなぎのエリオ（ナオス大使[21]）
- ミニオンの月世界[22]

### ボイスオーバー
- エクストラオーディナリー（モリーナバッカリン、クリスティーナ・フェラーレ）
- 起業チャレンジ!覆面!ビリオネア リターンズ シーズン2（エレイン）
- COLA WARS/コカ・コーラvs.ペプシ」（ベッキー 他）
- KonMari 〜（ジョナサン）
- ソーイング・ビー3（ジュリエット）
- 超過激!化学実験動画のヒミツ シーズン4（デビー 他）
- プロジェクト・ランウェイ シーズン18（アレン・ブリタニー）
- マーベル・スタジオアッセンブル ホークアイの裏側（ハイディ・マネーメーカー）
- ラブ・イズ・ブラインド〜外見なんて関係ない!? シーズン2（ダニエル）

### ナレーション
- 大洗水族館 VR水槽

### CM
- グリーンハウス フードスモーカー
- KOSE メイクキープミスト
- つばきファクトリー

### その他コンテンツ
- 六角形の色鉛筆が描くのは七色の未来（2024年、ときのはな） - ときのそら『STAR STAR☆T』初回限定盤A付属ボイスドラマ[23]